# ARA Hércules (B-52)
ARA Hércules (B-52) è una nave da trasporto multiruolo (Transportes Multipropósito) della Marina Argentina. Al momento della sua entrata in servizio era un cacciatorpediniere del tipo Type 42; realizzato in Gran Bretagna per la Armada Argentina, l'Hercules, durante la costruzione, dovette cedere la prua alla HMS Sheffield, una nave gemella della marina inglese, perché quest'ultima era stata danneggiata da un incendio. Il suo nome ripropone quello della fregata a vela omonima che fece parte della squadra navale comandata dall'ammiraglio Guillermo Brown che nel 1815 combatté una campagna navale contro gli spagnoli. Altra nave della squadra era la Santísima Trinidad, nome riproposto dalla marina argentina per l'unità gemella dello Hércules
Le Type 42 argentine, le prime navi sudamericane con capacità di difesa aerea a lungo raggio, avevano alcuni miglioramenti rispetto all'originale britannico, come i due lanciatori per missili Exocet e 4 mitragliatrici da 12,7 mm oltre all'armamento standard.
Dopo i lavori di riconversione in nave appoggio incursori, l'armamento rimasto consiste in 1 cannone Vickers 4.5" (115 mm)/55 Mk8, automatico (il pezzo montato alla costruzione) e 2 mitragliatrici Oerlikon 20 mm MK7; la versione aviolanciata AM39 del missile Exocet è trasportata dai due elicotteri Sea King che trovano posto a bordo.

## Vita operativa
La nave vide un impiego operativo durante la guerra delle Falkland, quando partecipò alle fasi iniziali, l'operazione Rosario, scortando la portaerei Veinticinco de Mayo, e dopo l'arrivo della task force britannica, alla fallita operazione a tenaglia che avrebbe portato all'affondamento dell'incrociatore ARA General Belgrano, che con due cacciatorpediniere di scorta ed una petroliera componeva il Grupo de Tarea (Task Force) 79.3, silurato dal sottomarino britannico a propulsione nucleare Conqueror.
Negli ordini operativi, il comando navale argentino aveva eliminato ogni restrizione all'uso di armi contro mezzi considerati nemici; il gruppo si diresse verso la squadra britannica con rotta da sud ovest, col compito di penetrare nella zona di operazioni (la Zona di Esclusione Totale dichiarata dai britannici) e lanciare un attacco contro le portaerei britanniche e le loro unità di scorta, operando a tenaglia con la portaerei ARA Veinticinco de Mayo ed i due cacciatorpediniere Type 42, lo Hercules e il Sàntisima Trinidad ,(componenti il Grupo de Tarea 79.2) che stava giungendo da nord. Il 1 maggio il GT 79.2 in navigazione (precisamente ia  Sàntisima Trinidad, inquadrò nei radar di controllo tiro, lanciando anche dei missili Sea Dart, un velivolo Sea Harrier inglese della HMS Invincible in perlustrazione radar che però riuscì a sfuggire all'attacco. Per le precarie condizioni della catapulta della Veinticinco de Mayo e lo scarso vento in zona, non vi furono le condizioni per lanciare i cacciabombardieri A4 con un carico bellico adeguato, e il 2 maggio ai due Task Group venne ordinato un temporaneo ripiegamento al di fuori della zona di esclusione. In seguito all'affondamento del Belgrano la squadra non uscì più dal porto e i cacciatorpediniere Type 42 assicurarono la difesa antiearea costiera per il resto del conflitto.

## Modifiche
Infine, L'Hercules venne pesantemente modificato per diventare nave veloce da sbarco incursori, da cui anche il cambio di matricola da D-1 a B-52. Il progetto Hercules venne iniziato nel 2000 presso i cantieri militari Astilleros ASMAR nella città cilena di Talcahuano; al termine dei lavori di trasformazione, nel 2004 la nave si trasferì nell'Arsenale della Base Naval Puerto Belgrano, in Argentina, per il completamento della conversione operativa e la reimmissione in servizio.
Attualmente la nave è mantenuta operativa grazie ai pezzi prelevati dalla sua unità gemella, il Santísima Trinidad, non più operativo dal 1989. Tra il 2005 e il 2006 la nave è stata dotata di un sistema di interscambio dati SITAC (Tiempo Real - SIAG).
L'equipaggio consiste di 166 uomini tra ufficiali sottufficiali e comuni, ed è in grado di ospitare 238 uomini della fanteria di marina per l'impiego operativo.